# (6604) Ilias
(6604) Ilias ist ein Asteroid des Hauptgürtels, der am 16. August 1990 vom belgischen Astronomen Eric Walter Elst am La-Silla-Observatorium (IAU-Code 809) der Europäischen Südsternwarte in Chile entdeckt wurde.
Der Asteroid wurde nach dem Homer zugeschriebenen Epos Ilias benannt, das eines der ältesten schriftlich fixierten fiktionalen Werke Europas darstellt und einen Abschnitt des Trojanischen Krieges schildert.